# Душан Маљковић
Душан Маљковић (Београд, 24. август 1975) српски је публициста, позоришни режисер, предавач, преводилац и ЛГБТ+ активиста. Аутор је и више објављених књижевних прича и радова из области квир теорије.

## Биографија
Његов новинарски ангажман укључује рад за Радио Новости, Радио Б92, Радио Index, и Радио Београд 202, где је био сарадник или члан редакције за културу, а на Радио Београду 202 је између 2002. и 2003. био аутор емисије Gayming. Сарађивао је са часописима Асфалт, Кемп (CAMP), Орбис, Колаж (Collage). Био је уредник културне редакције магазина Културтрегер. Такође је писао за сајт b92.net.
Сауређивао је са Владимиром Арсенијевићем хомоеротску едицију Контрабунт у издавачкој кући Ренде у оквиру које је објављено шест наслова:
Дејан Небригић Париз – Њујорк; Урош Филиповић Стакленац; Е. М. Форстер Морис; Филип Кор Кемп – лаж која говори истину; Фернандо Песоа Антиној; Квентин Крисп Разголићени државни службеник.
Одржао је велики број предавања чије су теме хомосексуалност, хомоеротизам, секс и друге.
Маљковић је између 1999. и 2004. године био уредник сајта Gay-Serbia.com. Оснивач је Европског удружења младих Србије, чији је био председник између 1996. и 1999. Са Дејаном Небригићем радио је на пројекту Кампања против хомофобије. Од 2001. до 2010. ангажован је у Центру за промоцију права сексуалних мањина - Гејтен. Од 2010. уредно је девет бројева часописа за квир теорију и културу „QT“. Један је од оснивача и координатора организације Центар за квир студије 2010. године, као и двосеместралног курса квир студија одржаног у Институту за филозофију и друштвену теорију у Београде у наредне три године. Члан је Удружења књижевних преводилаца Србије са статусом самосталног уметника (радника у култури) од 2012.
Добитник је „Heimdahl“ награде 2002. године за емисију Gayming, која је емитована на Радио Београду 202, коју је додељивала некадашња Међународна лезбијска и геј културна мрежа (енгл. International Lesbian and Gay Cultural Network, IGLCN), а Grizly Bear награда додељена је свим учесницима и учесницама организације прве параде поноса у Београду 2001. године, од којих је један био Душан Маљковић.